# Wolfgang Schüssel
Wolfgang Schüssel (ur. 7 czerwca 1945 w Wiedniu) – austriacki polityk i prawnik, w latach 1995–2007 przewodniczący Austriackiej Partii Ludowej (ÖVP). Poseł do Rady Narodowej, w latach 1989–1995 minister spraw gospodarczych, w latach 1995–2000 wicekanclerz oraz ministra spraw zagranicznych, od 2000 do 2007 kanclerz Austrii.

## Życiorys
Studiował ekonomię na Uniwersytecie Wiedeńskim, a w 1968 ukończył prawo na tej uczelni. Zaangażował się w działalność polityczną w ramach Austriackiej Partii Ludowej. W latach 1968–1975 był sekretarzem jej klubu parlamentarnego. Od 1975 do 1991 pełnił funkcję sekretarza generalnego Österreichischer Wirtschaftsbund, organizacji gospodarczej afiliowanej przy ÖVP.
W 1979 po raz pierwszy uzyskał mandat posła do Rady Narodowej. Z powodzeniem ubiegał się o reelekcję w dziewięciu kolejnych wyborach (1983, 1986, 1990, 1994, 1995, 1999, 2002, 2006 i 2008). W niższej izbie austriackiego parlamentu (z przerwami na czas pełnienia funkcji rządowych) zasiadał do 2011.
24 kwietnia 1989 został ministrem gospodarki w rządzie Franza Vranitzky’ego. Na zjeździe ÖVP z 22 kwietnia 1995 został wybrany na przewodniczącego partii. Kilka tygodni później, 4 maja 1995, otrzymał nominację na stanowiska wicekanclerza i ministra spraw zagranicznych. Funkcje te pełnił także w gabinecie kanclerza Viktora Klimy do 4 lutego 2000. Od 1 stycznia do 4 lutego 2000 sprawował również funkcję przewodniczącego OBWE.
W wyborach w 1999 ÖVP zajęła trzecie miejsce – za socjaldemokratami i Wolnościową Partią Austrii (FPÖ), która uzyskała poparcie wyższe o około 400 głosów. Ludowcy zdecydowali się na koalicję z FPÖ, 4 lutego 2000 Wolfgang Schüssel objął urząd kanclerza. Wejście do rządu Wolnościowej Partii Austrii, określanej jako partia ksenofobiczna i nacjonalistyczna (m.in. ze względu na jej lidera Jörga Haidera), stało się przyczyną zastosowania przez Unię Europejską sankcji wobec państwa członkowskiego – przez osiem miesięcy pozostałe kraje miały zamrożone stosunki z Austrią. Koalicja ta nie wpłynęła negatywnie na poparcie dla kanclerza i Austriackiej Partii Ludowej. ÖVP zdecydowanie wygrała wybory w 2002, natomiast partia Jörga Haidera utraciła blisko 2/3 mandatów. Oba ugrupowania zdecydowały się kontynuować koalicję rządową. Nowy gabinet rozpoczął urzędowanie 28 lutego 2003. W 2005 po rozłamie w FPÖ, funkcję koalicjanta przejęło powstało wówczas nowe ugrupowanie pod nazwą Sojusz na rzecz Przyszłości Austrii (BZÖ). Drugi rząd Wolfganga Schüssela funkcjonował przez cztery lata. W trakcie kierowania austriackim rządem Wolfgang Schüssel tymczasowo zarządzał także resortem sportu (od lutego do kwietnia 2003) oraz resortem spraw wewnętrznych (w styczniu 2007).
11 stycznia 2007, po wyborach w 2006, nowym kanclerzem został socjaldemokrata Alfred Gusenbauer. Austriacka Partia Ludowa ponownie przejęła rolę mniejszego koalicjanta. W 2007 przywództwo w tym ugrupowaniu przejął Wilhelm Molterer. Do 2008 Wolfgang Schüssel przewodniczył frakcji poselskiej ludowców, mandat poselski wykonywał również w kolejnej kadencji do 2011.
W 2008 stanął na czele zajmującego się polityką zagraniczną think tanku ÖGAVN, a w 2015 został przewodniczącym rady kuratorów Fundacji Konrada Adenauera.
W 2019 został członkiem rady dyrektorów rosyjskiego przedsiębiorstwa naftowego Łukoil. W marcu 2022, wkrótce po rozpoczęciu inwazji Rosji na Ukrainę, zrezygnował z tego stanowiska.

## Życie prywatne
Żonaty z psycholog Kristą Schüssel. Ma córkę i syna.

## Odznaczenia
- Wielka Złota na Wstędze Odznaka Honorowa za Zasługi dla Republiki Austrii
- Krzyż Wielki Orderu Korony (Belgia)
- Krzyż Wielki Orderu Honoru (Grecja)
- Krzyż Wielki Orderu Izabeli Katolickiej (Hiszpania)
- Krzyż Wielki Orderu Oranje-Nassau (Holandia)
- Wielki Krzyż z Brylantami Orderu Zasługi Księstwa Liechtenstein
- Krzyż Wielki Orderu Zasługi RFN (Niemcy)
- Krzyż Wielki Orderu Zasługi (Norwegia)
- Krzyż Wielki Orderu Zasługi RP (Polska)[11]
- Krzyż Wielki Orderu Gwiazdy Rumunii
- Krzyż Wielki Orderu Świętego Grzegorza Wielkiego (Watykan)
- Krzyż Wielki Orderu Zasługi (Węgry)
- Krzyż Wielki Orderu Pro Merito Melitensi (Zakon Maltański)
- Bawarski Order Zasługi
- Order Zasługi Badenii-Wirtembergii